# Campionat de Catalunya d'hoquei sobre herba femení
|  | Aquest article és sobre la competició femenina. Per a la competició masculina, vegeu Campionat de Catalunya d'hoquei sobre herba masculí |

El Campionat de Catalunya d'Hoquei Herba femenina és una competició esportiva de clubs catalans d'hoquei herba. De caràcter anual, és organitzat per la Federació Catalana de Hockey. Se celebrà per primera la temporada 1957-58, Hi participen els principals equips de l'elit estatal, Club Deportiu Terrassa, Júnior Futbol Club, Reial Club de Polo de Barcelona, Club Egara i Atlètic Terrassa Hockey Club, entre d'altres. Disputen una fase final en format de final a quatre en una seu neutral, que determina el campió de la competició.
Històricament, el campió més reeixit és el CD Terrassa amb vint-i-sis títols. Fou el primer campió del campionat (1957) i exercí un domini absolut durant les quatre primeres dècades de la competició. El RC Polo, amb vint-i-dos, és l'únic equip que trencà el domini del club terrassenc entre 1968 i 1975, aconseguint vuit campionats de forma consecutiva. Durant la dècada del 2010 es consolida el Júnior FC, amb dotze títols, com a nou dominador de la competició guanyant cinc campionats consecutius entre 2017 i 2021. El Club Egara, vigent campió, amb cinc títols (2010, 2011, 2014, 2023, 2024) i l'Atlètic Terrassa HC amb tres (1987, 2006, 2008) són la resta d'equips que han guanyat el campionat.

## Historial
| En negreta = Equip guanyador (1) = Nombre de campionats (prò.) = Pròrroga (so.) = Shoot-out |

| Edició  | Temp.   | Data       | Campió                  | Resultat       | Subcampió   | Seu                                       | refs        |
| ------- | ------- | ---------- | ----------------------- | -------------- | ----------- | ----------------------------------------- | ----------- |
| I       | 1957-58 |            | CD Terrassa (1)         |                | CD Sarrià   |                                           | [ 4 ]       |
| II      | 1958-59 |            | CD Terrassa (2)         |                |             |                                           |             |
| III     | 1959-60 |            | CD Terrassa (3)         |                |             |                                           |             |
| IV      | 1960-61 |            | CD Terrassa (4)         |                |             |                                           |             |
| V       | 1961-62 |            | CD Terrassa (5)         |                |             |                                           |             |
| VI      | 1962-63 |            | RC Polo (1)             |                |             |                                           |             |
| VII     | 1963-64 | 16-05-1964 | CD Terrassa (6)         | 0-0 / 2-1      | RC Polo     | Polo, Barcelona i Z.E. de Terrassa        | [ 5 ] [ 6 ] |
| VIII    | 1964-65 |            | CD Terrassa (7)         | lligueta       | RC Polo     |                                           |             |
| IX      | 1965-66 |            | CD Terrassa (8)         |                |             |                                           |             |
| X       | 1966-67 |            | RC Polo (2)             |                |             |                                           |             |
| XI      | 1967-68 |            | CD Terrassa (9)         |                |             |                                           |             |
| XII     | 1968-69 |            | RC Polo (3)             | lligueta       | CD Terrassa |                                           | [ 7 ] [ 8 ] |
| XIII    | 1969-70 |            | RC Polo (4)             |                |             |                                           |             |
| XIV     | 1970-71 |            | RC Polo (5)             |                |             |                                           |             |
| XV      | 1971-72 |            | RC Polo (6)             | lligueta       | CD Terrassa |                                           | [ 9 ]       |
| XVI     | 1972-73 |            | RC Polo (7)             | lligueta       | CD Terrassa |                                           | [ 10 ]      |
| XVII    | 1973-74 |            | RC Polo (8)             | lligueta       | CD Terrassa |                                           | [ 11 ]      |
| XVIII   | 1974-75 |            | RC Polo (9)             |                |             |                                           |             |
| XIX     | 1975-76 |            | RC Polo (10)            |                |             |                                           |             |
| XX      | 1976-77 |            | CD Terrassa (10)        |                |             |                                           |             |
| XXI     | 1977-78 |            | RC Polo (11)            |                |             |                                           |             |
| XXII    | 1978-79 |            | Júnior FC (1)           |                |             |                                           |             |
| XXIII   | 1979-80 |            | RC Polo (12)            |                |             |                                           |             |
| XXIV    | 1980-81 |            | Júnior FC (2)           |                |             |                                           |             |
| XXV     | 1981-82 |            | Júnior FC (3)           |                |             |                                           |             |
| XXVI    | 1982-83 |            | CD Terrassa (11)        |                |             |                                           |             |
| XXVII   | 1983-84 |            | CD Terrassa (12)        |                |             |                                           |             |
| XXVIII  | 1984-85 |            | CD Terrassa (13)        |                |             |                                           |             |
| XXIX    | 1985-86 |            | Júnior FC (4)           |                |             |                                           |             |
| XXX     | 1986-87 |            | Júnior FC (5)           |                |             |                                           |             |
| XXXI    | 1987-88 |            | Atlètic Terrassa HC (1) |                |             |                                           |             |
| XXXII   | 1988-89 |            | CD Terrassa (14)        |                |             |                                           |             |
| XXXIII  | 1989-90 |            | RC Polo (13)            |                |             |                                           |             |
| XXXIV   | 1990-91 |            | Júnior FC (6)           |                |             |                                           |             |
| XXXV    | 1991-92 |            | CD Terrassa (15)        |                |             |                                           |             |
| XXXVI   | 1992-93 |            | RC Polo (14)            |                |             |                                           |             |
| XXXVII  | 1993-94 |            | RC Polo (15)            |                |             |                                           |             |
| XXXVIII | 1994-95 |            | RC Polo (16)            |                |             |                                           |             |
| XXXIX   | 1995-96 |            | RC Polo (17)            |                |             |                                           |             |
| XL      | 1996-97 |            | CD Terrassa (16)        |                |             |                                           |             |
| XLI     | 1997-98 |            | CD Terrassa (17)        |                |             |                                           |             |
| XLII    | 1998-99 |            | CD Terrassa (18)        |                |             |                                           |             |
| XLIII   | 1999-00 |            | CD Terrassa (19)        |                |             |                                           |             |
| XLIV    | 2000-01 |            | CD Terrassa (20)        |                |             |                                           |             |
| XLV     | 2001-02 |            | CD Terrassa (21)        |                |             |                                           |             |
| XLVI    | 2002-03 | 01-12-2002 | RC Polo (18)            | 3-1            | CD Terrassa | Camp Federatiu de Terrassa                | [ 12 ]      |
| XLVII   | 2003-04 |            | RC Polo (19)            |                |             |                                           |             |
| XLVIII  | 2004-05 |            | CD Terrassa (22)        |                |             |                                           |             |
| XLIX    | 2005-06 |            | RC Polo (20)            |                |             |                                           |             |
| L       | 2006-07 |            | Atlètic Terrassa HC (2) |                |             |                                           |             |
| LI      | 2007-08 |            | CD Terrassa (23)        |                |             |                                           |             |
| LII     | 2008-09 |            | Atlètic Terrassa HC (3) |                |             |                                           |             |
| LIII    | 2009-10 |            | CD Terrassa (24)        |                |             |                                           |             |
| LIV     | 2010-11 | 05-10-2010 | Club Egara (1)          | 3-1            | CD Terrassa |                                           | [ 13 ]      |
| LV      | 2011-12 |            | Club Egara (2)          |                |             |                                           |             |
| LVI     | 2012-13 | 24-09-2012 | CD Terrassa (25)        | 3-1            | Club Egara  | Camp Pla del Bon Aire, Terrassa           | [ 14 ]      |
| LVII    | 2013-14 | 22-09-2013 | Júnior FC (7)           | 2-1            | RC Polo     |                                           | [ 15 ]      |
| LVIII   | 2014-15 |            | Club Egara (3)          | 3-1            | Júnior FC   |                                           | [ 16 ]      |
| LIX     | 2015-16 | 20-09-2015 | RC Polo (21)            | 0-0 (3-1, so.) | Júnior FC   | Camp Pla del Bon Aire, Terrassa           | [ 17 ]      |
| LX      | 2016-17 | 30-11-2016 | CD Terrassa (26)        | 1-0            | Júnior FC   | Camp Eduardo Dualde, Barcelona            | [ 18 ]      |
| LXI     | 2017-18 | 16-12-2017 | Júnior FC (8)           | 1-1 (3-2, so.) | RC Polo     | Camp Les Pedritxes, Terrassa              | [ 19 ]      |
| LXII    | 2018-19 | 16-09-2018 | Júnior FC (9)           | 5-0            | RC Polo     | Camp del Júnior FC, Sant Cugat del Vallès | [ 20 ]      |
| LXIII   | 2019-20 | 20-10-2019 | Júnior FC (10)          | 3-0            | Club Egara  | Camp Eduardo Dualde, Barcelona            | [ 21 ]      |
| LXIV    | 2020-21 | 13-09-2020 | Júnior FC (11)          | 2-1            | RC Polo     | Camp del Júnior FC, Sant Cugat del Vallès | [ 22 ]      |
| LXV     | 2021-22 | 12-09-2021 | Júnior FC (12)          | 2-1            | RC Polo     | Camp de Can Salas, Terrassa               | [ 23 ]      |
| LXVI    | 2022-23 | 10-09-2022 | RC Polo (22)            | 4-2            | Júnior FC   | Camp Eduardo Dualde, Barcelona            | [ 24 ]      |
| LXVII   | 2023-24 | 12-09-2023 | Club Egara (4)          | 3-1            | Júnior FC   | Camp del Júnior FC, Sant Cugat del Vallès | [ 25 ]      |
| LXVIII  | 2024-25 | 07-09-2024 | Club Egara (5)          | 4-4 (3-2, so.) | Júnior FC   | Camp Pla del Bon Aire, Terrassa           | [ 26 ]      |
| LXIX    | 2025-26 | 07-09-2025 |                         |                |             | Estadi Martí Colomer, Terrassa            |             |

1. ↑  Polo i Terrassa empataren en la primera posició i disputaren dos partits de desempat, el primer al camp del Polo el dia 9 de maig i el segon a la zona esportiva de Terrassa el dia 16.

## Palmarès
| Equip                           | Campió | Subcampió | Finals | Anys campió | Anys subcampió                                       |
| ------------------------------- | ------ | --------- | ------ | --- | ---------------------------------------------------- |
| Club Deportiu Terrassa          | 26     | 5         | 31     | 1957-58, 1958-59, 1959-60, 1960-61, 1961-62, 1963-64, 1964-65, 1965-66, 1967-68, 1976-77, 1982-83, 1983-84, 1984-85, 1991-92, 1996-97, 1997-98, 1998-99, 1999-00, 2000-01, 2001-02, 2004-05, 2007-08, 2009-10, 2012-13, 2016-17 | 1968-69, 1971-72, 1972-73, 1973-74, 2010-11          |
| Reial Club de Polo de Barcelona | 22     | 6         | 28     | 1962-63, 1966-67, 1968-69, 1969-70, 1970-71, 1971-72, 1972-73, 1973-74, 1974-75, 1975-76, 1977-78, 1979-80, 1989-90, 1992-93, 1993-94, 1994-95, 1995-96, 2002-03, 2003-04, 2005-06, 2015-16, 2022-23                            | 1963-64, 1968-69, 2010-11, 2017-18, 2020-21, 2021-22 |
| Júnior Futbol Club              | 12     | 6         | 18     | 1978-79, 1980-81, 1981-82, 1985-86, 1986-87, 1990-91, 2013-14, 2017-18, 2018-19, 2019-20, 2020-21, 2021-22 | 2014-15, 2015-16, 2016-17, 2022-23, 2023-24, 2024-25 |
| Club Egara                      | 5      | 2         | 7      | 2010-11, 2011-12, 2014-15, 2023-24, 2024-25 | 2012-13, 2019-20                                     |
| Atlètic Terrassa Hockey Club    | 3      | 0         | 3      | 1987-88, 2006-07, 2008-09 | —                                                    |
| Club Deportiu Sarrià            | 0      | 1         | 1      | — | 1957-58                                              |